# Graphe de Suzuki
Le graphe de Suzuki est, en théorie des graphes, un graphe 416-régulier possédant 1 782 sommets et 370 656 arêtes. Il fut découvert en 1968 par Suzuki qui l'utilisa pour construire un groupe sporadique particulier : le groupe de Suzuki.

## Propriétés

### Propriétés algébriques
Le groupe d'automorphismes du graphe de Suzuki est d'ordre 896 690 995 200. Il contient comme sous-groupe d'indice 2 le groupe de Suzuki, un groupe sporadique d'ordre 448 345 497 600.
Le polynôme caractéristique  de la matrice d'adjacence du graphe de Suzuki est : {\displaystyle (x+16)^{1001}(x-20)^{780}(x-416)}. Il n'admet que des racines entières. Le graphe de Suzuki est donc un graphe intégral, un graphe dont le spectre est constitué d'entiers.